# Edwin Gyimah
Edwin Gyimah (Sekondi-Takoradi, 9 marzo 1991) è un calciatore ghanese, difensore svincolato.

## Carriera

### Nazionale
Ha esordito in nazionale nel 2012.